# Tahmasp II

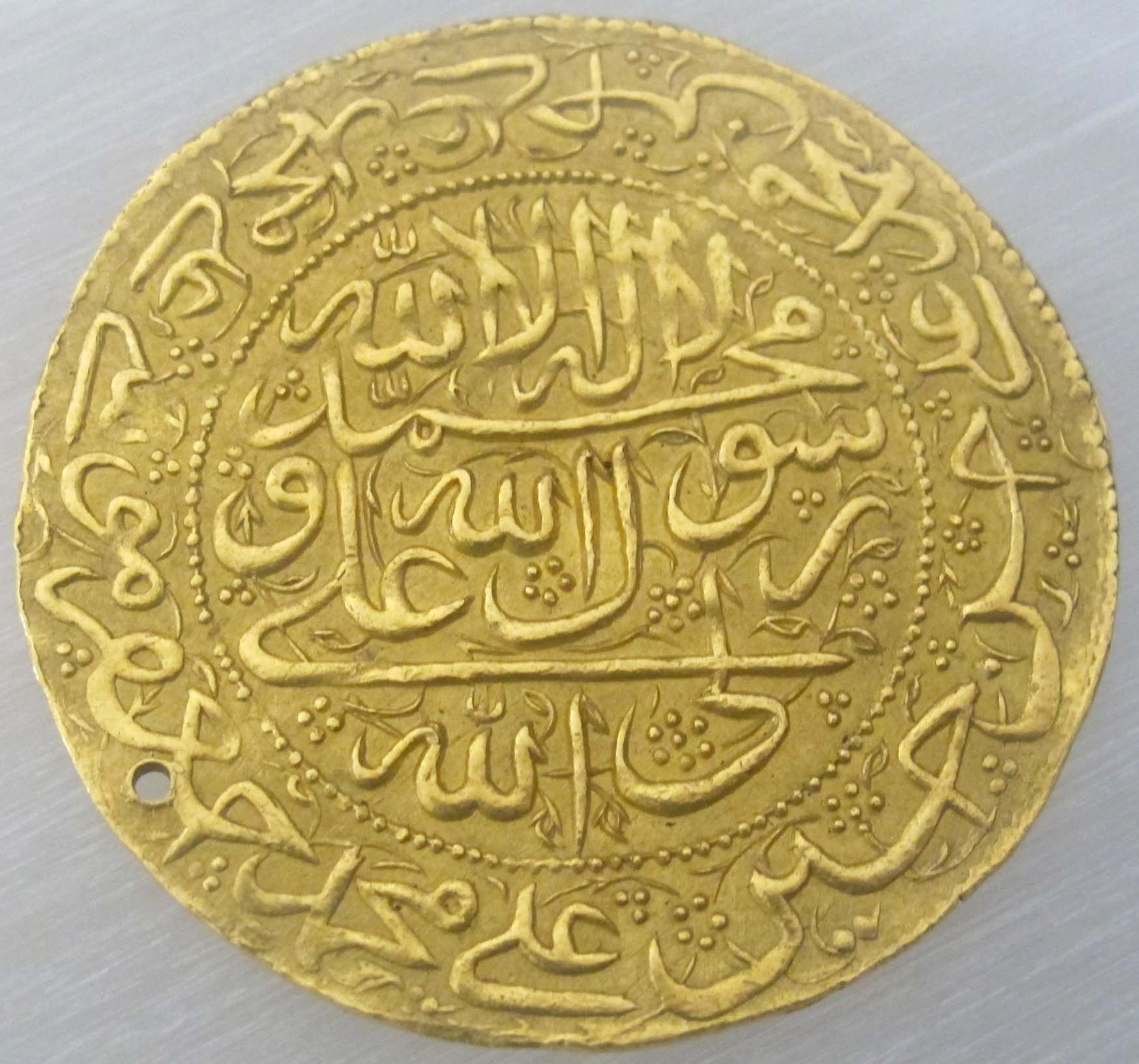
Voorzijde van een onder Tahmasp II geslagen dinar (ca. 3,46 g): rond de Sjahada met de sjiïetische spreuk „en Ali ibn Aboe Talib is Gods vriend“ staan de namen van de Twaalf Imams

Tahmasp II (Perzisch: طهماسب دوم, Azerbeidzjaans-Turks: Təhmasp II) was de tiende sjah van de Safawieden, een dynastie die lange tijd heerste over het Perzische Rijk. Tahmasp regeerde van 1722 tot 1732. 
Tahmasp II (1704-1740) was de zoon van sjah Soltan Hoseyn I (1694–1722); hij was de voorlaatste heerser van de Safawieden-dynastie. In oktober 1722 veroverden de Afghaanse Gilzai onder Mahmud Hotak de hoofdstad Isfahan en dwongen de vader van Tahmasp tot aftreden. Tahmasp was reeds in juni 1722 in de richting van Qazvin gevlucht en probeerde van daaruit de tegenstand te organiseren. Hij benoemde zichzelf in november 1722 tot nieuwe machthebber. Vanuit Qazvin ging hij in december 1722 eerst naar Iraans Azerbeidzjan en dan naar Mazandaran om een leger samen te stellen. Daar onderhandelde hij ook met vertegenwoordigers van het Russische Rijk over het beëindigen van de Russisch-Perzische Oorlog (1722-1723). Gelijktijdig waren troepen van het Ottomaanse Rijk over de westgrens getrokken en hadden de steden Hamadan en Kermansjah bezet.
Het lukte Tahmasp om twee machtige Turkse stammen, de Afsharen en de Kadjaren achter zich te krijgen. Met behulp van Mammelukken en de latere generaal Nader Sjah Afshar kon Tahmasp de Afghanen terugdringen. Inmiddels was in 1725 Mir Mahmud Hotaki door zijn neef Asjraf Khan vervangen. Deze verloor twee veldslagen bij Isfahan en bij Shiraz en vluchtte naar Kandahar, maar werd onderweg daarheen gedood. Tahmasp keerde aan het eind van 1729 naar Isfahan terug, de Safawieden hadden het Rijk weer onder controle. Nader Khan kon ook de Ottomanen terugdringen en sloot een vredesverdrag met de Russen. Toen Tahmasp vervolgens zelf tegen de Ottomanen optrok en verloor, greep Nader Khan zijn kans, zette in augustus 1732 Tahmasp af en plaatste diens acht maanden oude zoon Abbas III op de troon. Op 8 maart 1736 kroonde Nader echter alsnog zichzelf tot sjah en werd daarmee de eerste heerser van de Afshariden-dynastie. De Safawieden bestonden vanaf 1722 nog slechts in naam, vanaf 1736 was hun tijdperk voorgoed voorbij. 
Tahmasp en Abbas III brachten enige tijd in Sabzevar in gevangenschap door. In 1738 ging Nader Sjah op campagne naar Afghanistan en India, waarbij hij zijn zoon Reza Qoli Mirza tijdens zijn afwezigheid over zijn Rijk liet regeren. Toen deze zoon hoorde dat zijn vader zou zijn overleden, bereidde hij zich voor om diens positie over te nemen. Volgens de meest betrouwbare berichtgeving zou Mohammed Hosein Khan van de Kadjaren, aan wie de zorg over Tahmasp en Abbas was toevertrouwd, Reza gewaarschuwd hebben dat de bevolking van Sabzevar in opstand zou komen na het nieuws over de dood van Nader. Ze zouden Tahmasp II kunnen bevrijden en hem weer op de troon zetten. Reza gaf Mohammed Hosein bevel om Tahmasp en zijn zoons te doden om dit te voorkomen. Mohammed Hosein verwurgde Tahmasp, doodde de jonge Abbas met zijn zwaard en liet ook zijn broer Esmail vermoorden. De datering van deze gebeurtenissen is onzeker, maar ze vonden vermoedelijk plaats in mei of juni 1739, de Encyclopaedia Iranica noemt echter 1740 als jaartal.